# 笕桥站
笕桥站是一个沪昆铁路上的铁路车站，位于浙江省杭州市笕桥街道，目前为三等站，邮政编码为310021。

## 概要

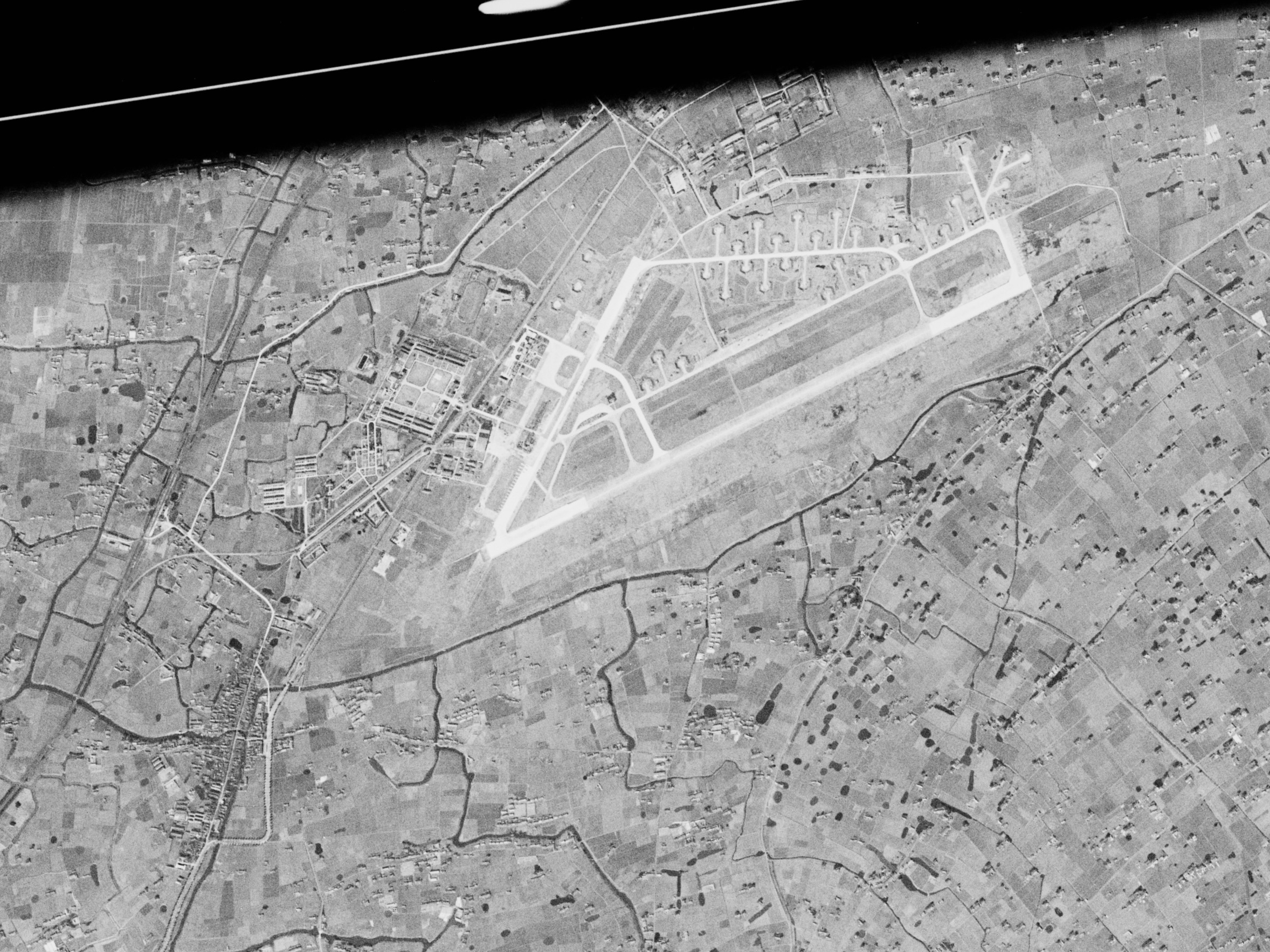
笕桥机场及左侧火车站卫星图（1969年）

车站于1909年8月13日启用，位于笕桥镇横塘村（现笕桥机场小营门入口处150米开外），是沪杭铁路在杭州地区的第一个车站，有“杭州北大门”之称。1931年因笕桥机场的修建，沪杭铁路向西改道300-400米，车站也随之迁址，老站成为部队军用物资装卸站。1984年，笕桥站进行了站场扩建工程:570。
1992年4月，作为铁道部“中取华东”重点工程之一的浙赣绕行线开通。浙赣绕行线由笕桥站引出，经杭州东站、钱江二桥至白鹿塘站，作为杭州站的分流线路，1997年实现复线化：本站至杭州东站间新建长1690米的杭州疏解特大桥，供上行列车使用。
2006年7月19日浙赣铁路的起点由杭州站移至笕桥站，原经过杭州东站的浙赣绕行线改为正线，经杭州站前往白鹿塘站的线路改为绕行线；但浙赣线与沪杭线又于同年12月31日18时起合并为沪昆线。2009年车站修建了连接沪昆高铁的联络线，使得沪杭高铁的列车在杭州东站尚未完工的情况下可通过该联络线驶入杭州站。

### 运营状况

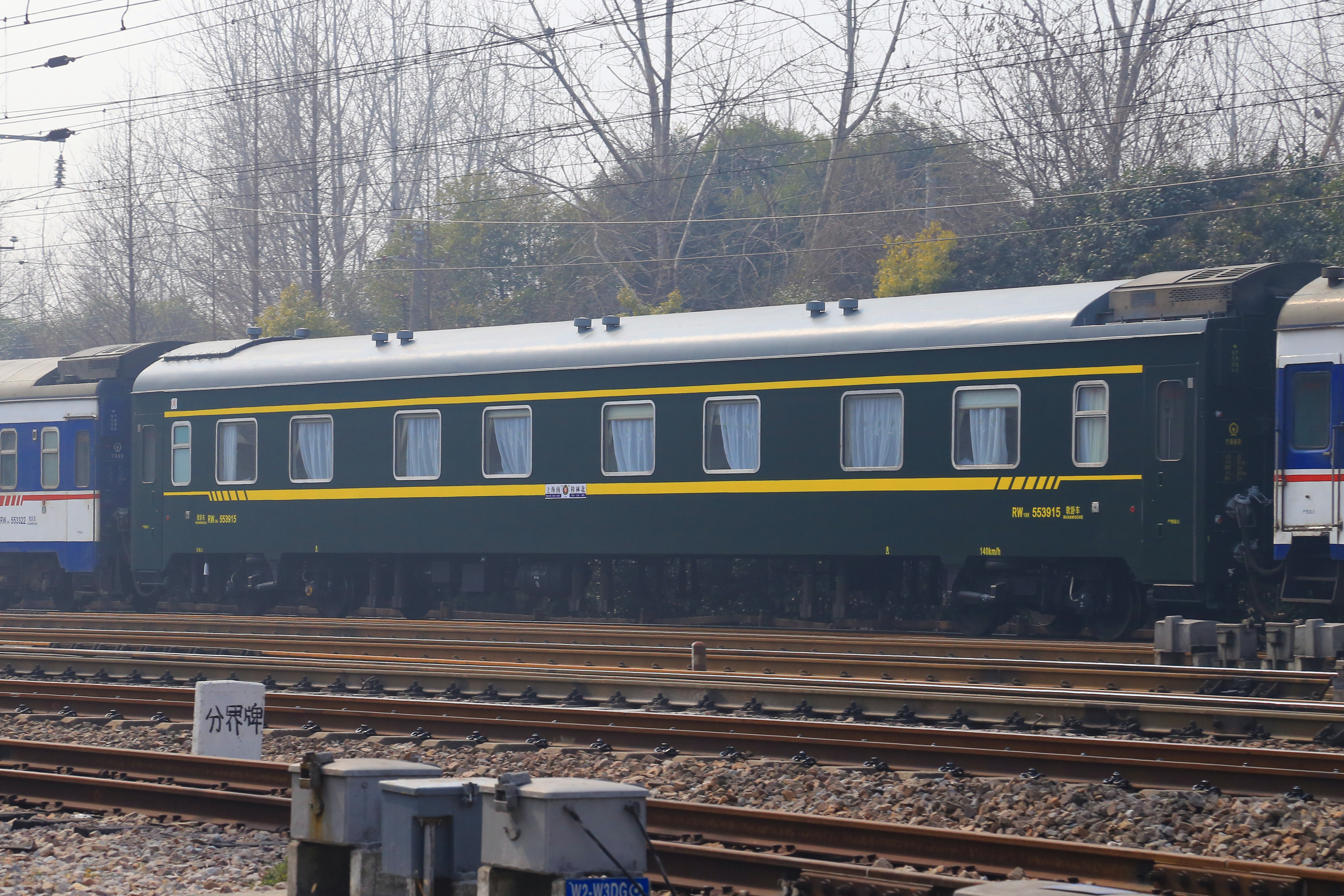
T78次列车通过

车站客运业务于1995年停办。货运主要负责办理笕桥机场军用物资到发；同时站内还设有两条专用线，一条通往中铁二十四局集团浙江工程有限公司，另一条为笕桥工务专用线，两条专用线均以办理建筑材料物资到发业务为主。
2023年，笕桥街道政府和上城城投集团对车站附近铁路沿线进行整治，沿铁路建设口袋公园、游步道等绿化休闲设施。
| 北↑ |      |                                                              |  |
| 8道 |      | ← 到发线 →                                                   |  |
| 6道 |      | ← 到发线 →                                                   |  |
|     | 岛式 |                                                              |  |
| Ⅳ道 |      | 0 （杭州东站普速场）沪昆铁路（乔司站）→                      |  |
| Ⅱ道 |      | 0 （艮山门站、K181所）笕杭线/笕桥联络线（笕桥所、临平南站）→ |  |
| Ⅰ道 |      | ←（艮山门站、K181所）笕杭线/笕桥联络线（笕桥所、临平南站）   |  |
| Ⅲ道 |      | ←（杭州东站普速场）沪昆铁路（乔司站）                        |  |
| 5道 |      | ← 到发线 →                                                   |  |
| 南↓ |      | 站房                                                         |  |

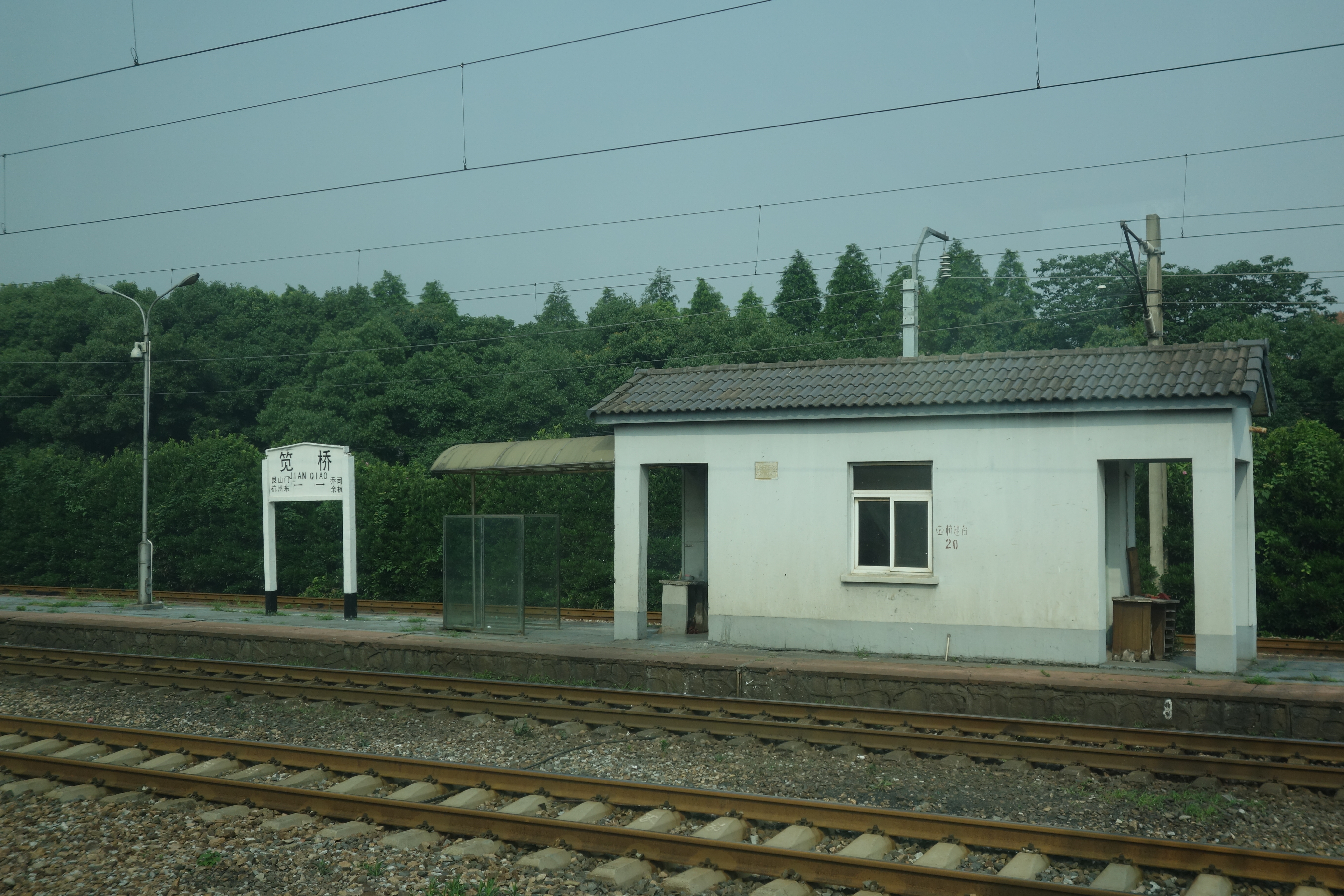
车站站牌
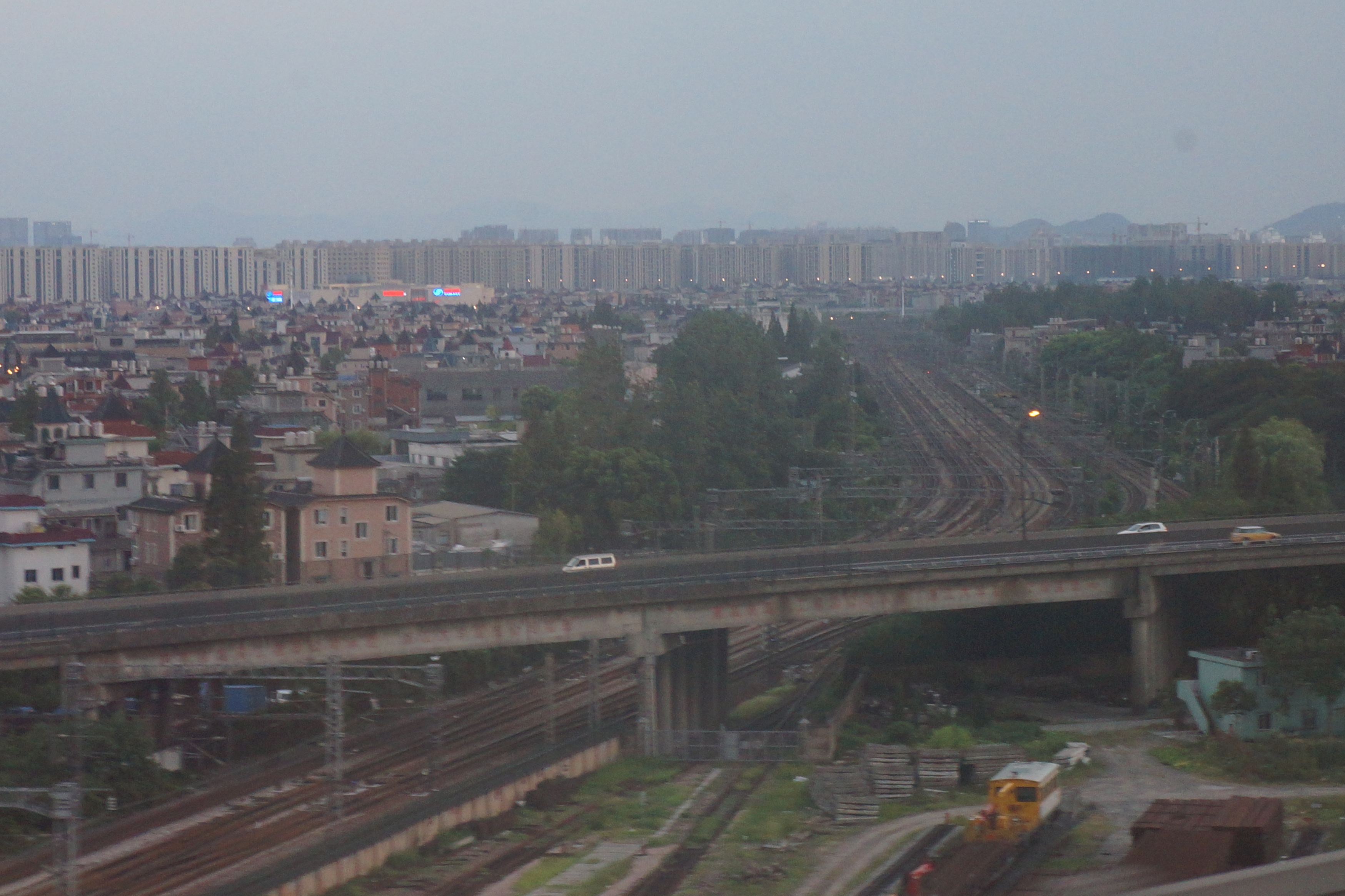
俯瞰车站站场
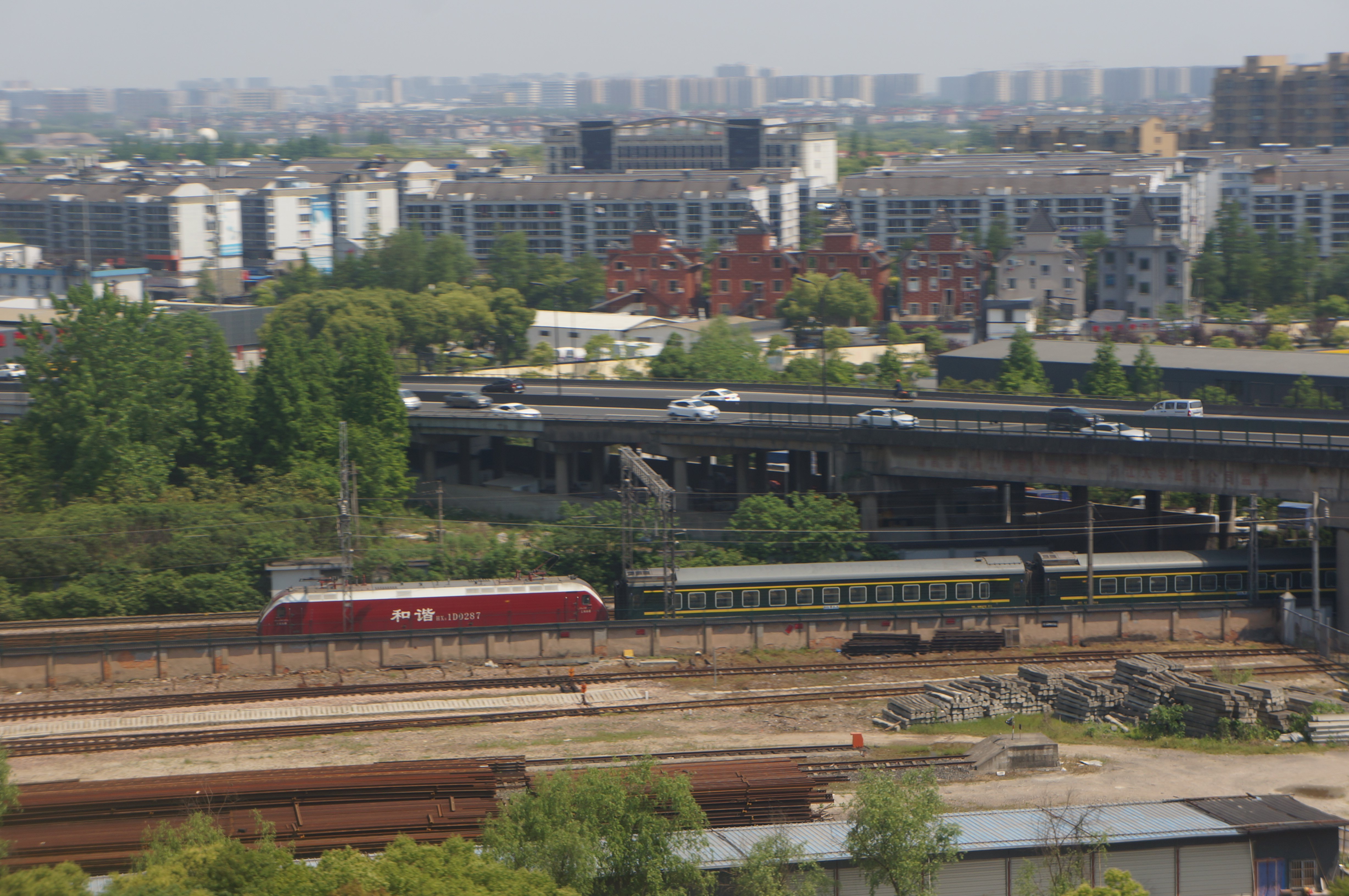
Z176次列车通过车站
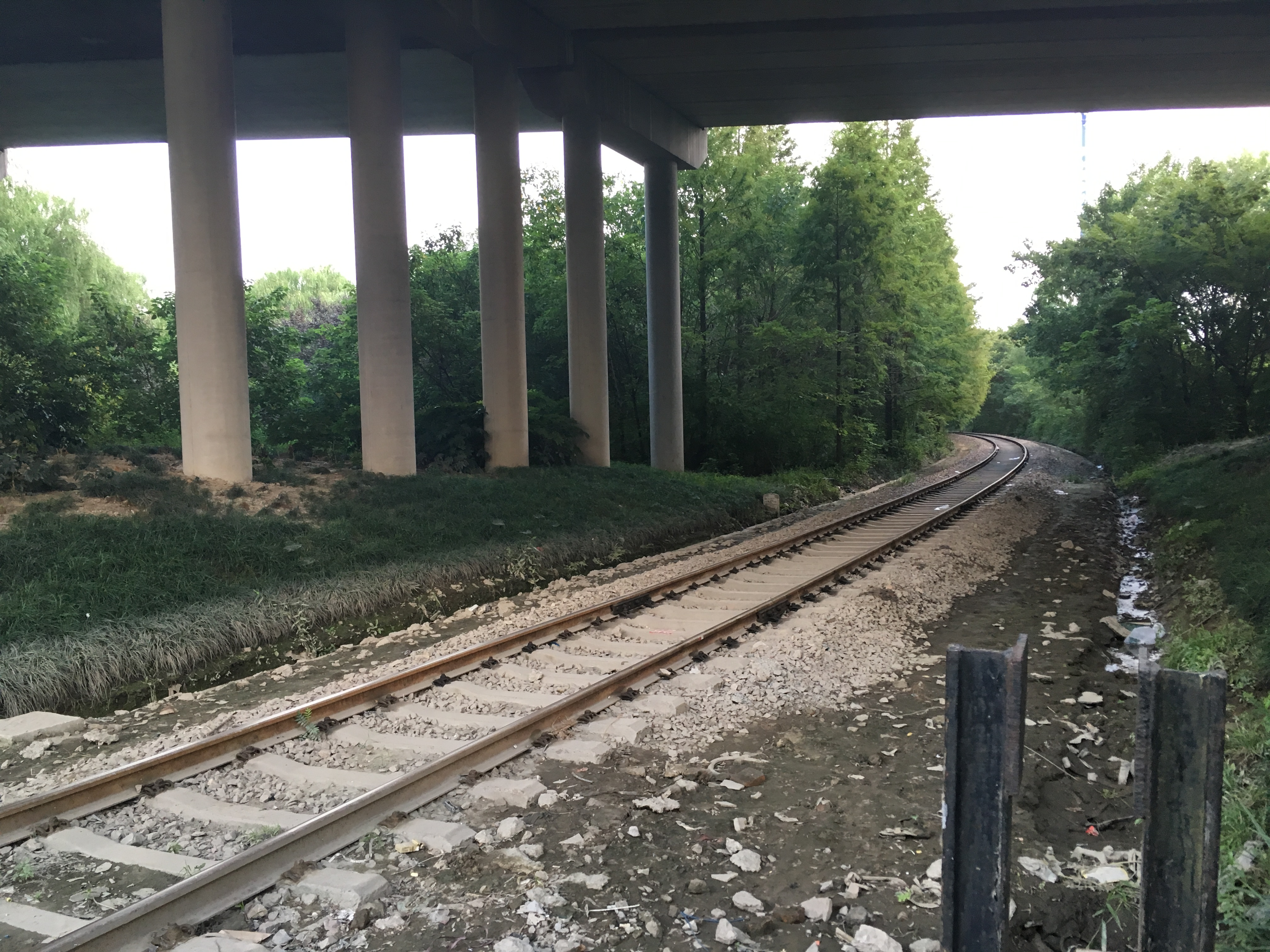
车站专用线
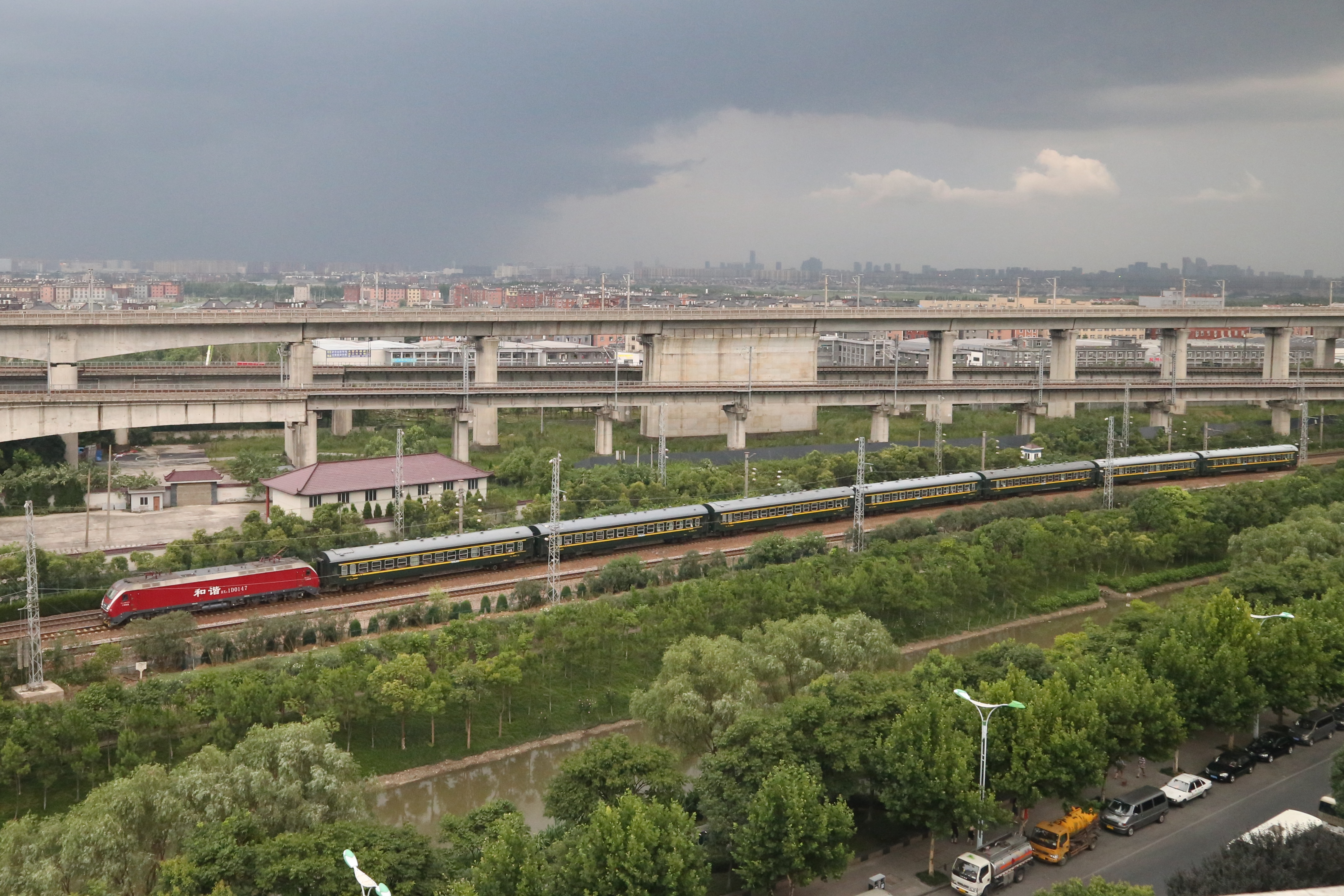
沪昆客运专线设有连接沪昆铁路的笕桥联络线

## 轶闻及事件
- 薛暮桥曾在1926年担任笕桥站站长，接替因得罪当地驻扎军阀部队而离职逃跑的前任站长[4]。
- 1971年毛泽东在杭州南巡时将专列停靠在笕桥站专用线上，本人下车休息。9月9日凌晨毛突然下令将专列驶离并逐步返回北京，之后发生了九一三事件[14]。
- 1985年2月8日，笕桥站12号道岔出现红光带，车站值班员向路局调度员请求后改用通话闭塞并命令在站内停车的551次客车利用路票发车。551次列车出站后和1226次货车发生侧面冲突[15]:592。